# عزازي
عبد العزيز سليمان محمد السلمان المعروف باسم (عزازي) من مواليد مدينة بريدة في السعودية (5 أكتوبر 1967)، فنان سعودي.

## بدايته مع الغناء
نشأ عزازي مع إخوته الأربعة، وفي الثالث عشر من عمره تأثر بنجوم الأغنية الشعبية آنذاك ومنهم الفنان الراحل بشير حمد شنان وقد غنّى أكثر أغانيه، فاشترى آلة عود وبدأ يتعلم عليه حتى أتقن العزف عليه في الرابعة عشر من عمره أي عام 1401 هـ.
إبراهيم الأخ الأكبر لعزازي كان شاعرًا، ومع أول قصيدة لأخيه إبراهيم وهي أبيك تفتش بقلبي عام 1405 هـ تقريبًا كانت الانطلاقة الأولى له في عالم الفن، وقد ساعدت قوة الكلمات من الكثير من الشعراء مثل إبراهيم الجمحان وأخيه إبراهيم السلمان وسليمان السالم وعبد العزيز الشايع في ظهور نادر ومنظم. الفنان عزازي أثار إعجاب الجماهير والمستمعين من ضمنهم الفنان التائب فهد بن سعيد حينما امتدحه في لقاء وهو مايزال صغيرًا.

## عزازي والألقاب
لقّبه جمهوره بالكثير من الألقاب مثل معّذب العود، فنان القصيم، ولكن الأحب والأقرب للفنان وللجماهير هو سيد الأوتار.

## ألبوماته
- 1988: لا يصيبك.
- 1989: غرك زمانك.
- 1990: يمديك ترجع.
- 1991: ياترى.
- 1992: أخيرًا.
- 1993: رثاء حبيبه.
- 1994: تخيّر.
- 1995: أريد أنساك.
- 1996: يكفي الجرح.
- 1997: جاني خبر.
- 1998: بعدك مأمل.
- 1999: من قبل أشوفك.
- 2000: زد صدودك.
- 2001: لبيت النداء.
- 2002: وينك.
- 2003: والله أحبك.
- 2004: أول حب.
- 2005: جرح الغدر.
- 2005: ياروح روحي.
- 2005: كذا مو حلو.
- 2006: من البادي.
- 2007: يرضيك.
- 2007: ياواحشني.
- 2010: حبيبي.
- 2012: ليلة.

## التلحين
عُرف عزازي بإجادته للتلحين وتغنى بألحانه عدد من الفنانين، منهم:
- الفنان عبود خواجه في أغنية وطنية لدولة قطر.
- الفنان خالد دلوان.
- الفنان شاهر الناصر.

وتعاون أيضًا مع منشدين إسلاميين من أبرزهم:
- المنشد حامد الضبعان في سحابة الخير.

وقد قدّم تنازل في عام 1432 هـ عن أغنية مرت أيام السعادة وهي من كلمات إبراهيم الجمحان للفنان نواف العايد كدعم.

## الجلسات
تميّز عزازي بالجلسات الخاصة التي تجاوزت 1000 جلسة وحفلة عامة وخاصة «مسجلة» وهي علامة فارقة بمسيرته وتتفوق كثيرًا على الألبومات الرسمية.
وتعتبر جلسة أبيك تفتش بقلبي من أولى جلسات عزازي التي سجلت، والتي غنى فيها ياهل الهوى كم شكيت، إن جيت حياك، ليالي الهناء، وهي أحد نوادر الجلسات لأن ظهورها قد أصبح نادرًا.
وآخر جلساته هي الدانة عام 2005، وقال أيضًا في تصريح خص به صحيفة الرياضي عام 2005 أن كثيرًا من الأعمال ضلمت بالجلسات ولم تأخذ حقها بسبب سوء التسجيل وعدم انتشارها، وصرّح ضمن لقائه بإذاعة صوت الريان أنه يشعر بنفسه أكثر حين يكون في جلسه.

### جلسة لاتبحث الماضي 2014
في يوم الإثنين الموافق 1435/2/23هـ أعلن عزازي عن طرح جلسته الجديدة وأقيمت في مدينة بريدة، وتتضمن هذه الجلسة عدة أغاني مميزّه وهي:
1. لا تبحث الماضي، من كلمات إبراهيم السلمان.
2. ثمن غلطتي.
3. ياللي ملكت القلب، للشاعر الغايب.
4. هوّنها أرجوك، للشاعر وليد الناصر.
5. هلا بك ياهلا، للشاعر وليد الناصر.
6. لويطيب الجرح، للشاعر ناصر السهلي.

### جلسة ماهو دليل 2015
في يوم الأربعاء 1436/4/21هـ أعلنت تسجيلات الخيام عن نزول جلسة فنيه سجلّها عزازي، وضمت الجلسة:
1. يا سعود، كلمات فهد السطامي.
2. أنا العطشان، كلمات يوسف الحميد.
3. ما هو دليل، كلمات فهيد البقعاوي.
4. ما وحشتك، كلمات غازي العايد.
5. تعال، كلمات باسم الوشيل.
6. إلا الفراق، كلمات وليد الناصر.
7. يا صاحبي، كلمات باسم الوشيل.
8. ياللي أحبك، كلمات فهد السطامي.

## الفيديو كليب
قام عزازي بتصوير أول فيديو كليب له في عام 1992 وذلك بعد طرح ألبومه الخامس (أخيرًا) وقد تم تصويرها في الأردن، وتم عرض الكليب على قناة السعودية وقت نزوله. وبعد ذلك قام عزازي بتصوير ثاني فيديو كليب له في عام 1994 وذلك بعد طرح ألبومه السابع (تخير) واختار عزازي من هذا الألبوم أغنية لا تكحلين الرمش ليتم تصويرها، وبعدها توقف الفنان عن تصوير الفيديو كليبات لفترة طويلة، وبعد ذلك عاد في عام 2005 وقام بتصوير فيديو كليب آخر وقبل أسبوع من نزول ألبوم يا روح روحي، وعرضت بعض الفضائيات عمله الجديد يا قاسي، وبعد ذلك في عام 2006 قام بتصوير فيديو كليب من ألبوم من البادي.

## انتقاله إلى قطر وعودته
في عام 2008 انتقل عزازي من القصيم واستقر في قطر وكان يعمل في إذاعة صوت الريان القطرية، وقال في حينه «إن أهم ما يحتاجه الفنان هو الاستقرار والعمل في أجواء هادئة ليكون التركيز فيها أعلى، وهو ما أجده الآن ويدفعني لتقديم كل ما هو جميل لجمهوري وفنّي .». وفي عام 2017 عاد الفنان عزازي إلى السعودية.

## إغلاق موقعه الرسمي
في منتصف عام 1433 هـ تقريبًا أغلق عزازي موقعه الرسمي والمنتديات كافه، واتجه نحو وسائل التواصل الاجتماعي مثل تويتر ويوتيوب.